# San Juan Ixcoy
San Juan Ixcoy är en kommunhuvudort i Guatemala.   Den ligger i departementet Departamento de Huehuetenango, i den västra delen av landet, 150 km nordväst om huvudstaden Guatemala City. San Juan Ixcoy ligger 2 188 meter över havet och antalet invånare är 2 535.
Terrängen runt San Juan Ixcoy är kuperad norrut, men söderut är den bergig. San Juan Ixcoy ligger nere i en dal. Runt San Juan Ixcoy är det ganska tätbefolkat, med 149 invånare per kvadratkilometer. Närmaste större samhälle är Soloma, 13,0 km norr om San Juan Ixcoy. I omgivningarna runt San Juan Ixcoy växer i huvudsak blandskog.